# Repcsik
A Repcsik (eredeti cím: Planes) 2013-ban bemutatott amerikai 3D-s számítógépes animációs filmvígjáték, amelyet Klay Hall rendezett. Az animációs játékfilm producere Traci Balthazor. A forgatókönyvet John Lasseter és Jeffrey M. Howard írta, a zenéjét Mark Mancina szerezte. A mozifilm a Walt Disney Pictures és a DisneyToon Studios gyártásában készült, a Walt Disney Studios Motion Pictures forgalmazásában jelent meg.
Az Amerikai Egyesült Államokban 2013. augusztus 9-én, Magyarországon 2013. augusztus 15-én mutatták be a mozikban.

## Cselekmény
Rozsdás, a kis nebraskai permetezőgép arról álmodozik, hogy indul az évente megrendezett nemzetközi légi futamon, a Szárnyalj a Föld körül elnevezésű versenyen. Noha tériszonya van, meg nem is ilyen megpróbáltatásokra tervezték, mégis megkéri a II. világháborús veterán Riley kapitányt, hogy segítse őt a felkészülésben, és a motorokhoz kiválóan értő Dottie-t, hogy hozza ki belőle a maximális sebességet. Ám a címvédő bajnok, Ripslinger mindent megtesz azért, hogy valami kis vidéki senki ne győzhesse le. Eszközökben nem válogat: több versenyzőtársát meggyőzi, hogy a futam során tegyenek keresztbe Rozsdásnak. Hősünknek nem igazán van esélye a küzdelemben, így csak elszántságára és barátai segítségére számíthat.

## Szereplők
| Szereplő            | Eredeti hang           | Magyar hang      | Leírás                                                                        |
| ------------------- | ---------------------- | ---------------- | ----------------------------------------------------------------------------- |
| Rozsdás             | Dane Cook              | Czető Roland     | Permetező repülőgép, ihletője az AT-502 Cessna és a PZL-Mielec M-18 Dromader. |
| Kapitány            | Stacy Keach            | Szilágyi Tibor   | Chance Vought F4U-1 Corsair, Rozsdás tanítómestere.                           |
| Chug                | Brad Garrett           | Schneider Zoltán | Egy benzinszállító teherautó.                                                 |
| Dottie              | Teri Hatcher           | Zakariás Éva     | Női targonca.                                                                 |
| Szikra              | Danny Mann             | Bolba Tamás      | Targonca.                                                                     |
| El Chupacabra       | Carlos Alazraqui       | Miller Zoltán    | Gee Bee Model R. Carlos repülő.                                               |
| Ishani              | Priyanka Chopra        | Vágó Bernadett   | India legjobb repülőgép versenyzője, Rozsdás szerelme.                        |
| Rochelle            | Julia Louis-Dreyfus    | Peller Anna      | El Chupacabra szerelme.                                                       |
| Bulldog             | John Cleese            | Szersén Gyula    | De Havilland DH.88 Comet repülő.                                              |
| Sereghajtó          | Cedric the Entertainer | Faragó András    | Kétfedelű repülőgép.                                                          |
| Ripslinger          | Roger Craig Smith      | Nagy Ervin       | Testre szabott szénszálas repülőgép, Rozsdás riválisa.                        |
| Echo                | Anthony Edwards        | Bozsó Péter      | Boeing F/A-18E Super Hornet repülők.                                          |
| Bravo               | Val Kilmer             | Király Attila    | Boeing F/A-18E Super Hornet repülők.                                          |
| Roper               | Sinbad                 | Minárovits Péter | WATG hivatalnok.                                                              |
| Ned és Zed          | Gabriel Iglesias       | Dolmány Attila   | Ripslinger csatlósai.                                                         |
| Brent Mustangburger | Brent Musburger        | Kőszegi Ákos     | 1964 Ford Mustang repülő.                                                     |
| Colin Cowling       | Colin Cowherd          | Kárpáti Levente  | Egy léghajó.                                                                  |
| Franz/Fliegenhozen  | Oliver Kalkofe         | Szokol Péter     | Egy német repülőautó.                                                         |
| Harland             | John Ratzenberger      | Kassai Károly    | A Jet vontatóautó.                                                            |

## Szinkronstáb
| Magyar változat munkatársai | Magyar változat munkatársai       |
| --------------------------- | --------------------------------- |
| Magyar szöveg               | Boros Karina                      |
| Dalszöveg                   | Szente Vajk                       |
| Hangmérnök                  | Kránitz Lajos András              |
| Vágó                        | Kránitz Bence                     |
| Gyártásvezető               | Németh Piroska                    |
| Zenei rendező               | Bolba Tamás                       |
| Szinkronrendező             | Marton Bernadett                  |
| Produkciós vezető           | Borsos Edit Szabó Nicolette       |
| Művészeti vezető            | Mariusz Jaworowski                |
| Szinkronstúdió              | SDI Media Hungary                 |
| Keverőstúdió                | Shepperton International          |
| Forgalmazó                  | Fórum Hungary Filmforgalmazó Kft. |

## Betétdal
| Magyar  | Magyar                                                                                   | Angol  | Angol                        |
| Dal     | Előadó                                                                                   | Dal    | Előadó                       |
| ------- | ---------------------------------------------------------------------------------------- | ------ | ---------------------------- |
| Alfahím | Miller Zoltán Faragó András Óvári Éva Péter Barbara Boros Sándor Sánta László Szabó Máté | Planes | Carlos Alazraqui Antonio Sol |